# 徳島県道44号三加茂東祖谷山線
徳島県道44号三加茂東祖谷山線（とくしまけんどう44ごう みかもひがしいややません）は、徳島県三好郡東みよし町から三好市に至る県道（主要地方道）である。

## 概要
三好郡東みよし町加茂から三好市東祖谷落合に至る。落合峠を挟む区間は林道を経由して国道439号とつながっている。落合側にも県道44号が存在するが、これは前述の林道とつながっておらず、行き止まりになっている。
三好市東祖谷深淵（みぶち） - 落合峠の間で3 kmほど未舗装区間が残っていたが、現在はすべて舗装されている。
落合峠には熊笹が群生しており、矢筈山を経由して剣山山系へのトレッキングコースとなっている。
一部区間は冬季閉鎖のため全面通行止めになる。

### 路線データ
- 起点：徳島県三好郡東みよし町加茂（東みよし町北村交差点、国道192号交点）
- 終点：徳島県三好市東祖谷落合（国道439号交点）
- 総延長：36.876 km[1]

## 歴史
- 1959年（昭和34年）1月31日 - 徳島県道38号阿波加茂停車場線・徳島県道120号落合阿波加茂停車場線として認定。[要出典]
- 1972年（昭和47年）3月10日 - 徳島県道160号阿波加茂停車場線・徳島県道265号落合阿波加茂停車場線として認定。[要出典]
- 1993年（平成5年）5月11日 - 建設省から、県道落合阿波加茂停車場線・県道阿波加茂停車場線が三加茂東祖谷山線として主要地方道に指定される[2]。
- 1994年（平成6年）4月1日 - 徳島県道160号・265号を併合し、徳島県道44号三加茂東祖谷山線として認定。160号は欠番に。265号は1995年（平成7年）4月1日に腕山花ノ内線として認定される。[要出典]
- 2020年（令和2年）10月31日 - 加茂工区（600 m）が開通[3]。

## 地理

### 通過する自治体
- 三好郡東みよし町
- 三好市

### 交差する道路
| 交差する道路              | 市町村名 | 市町村名   | 交差する場所 | 交差する場所                |
| ------------------------- | -------- | ---------- | ------------ | --------------------------- |
| 国道192号                 | 三好郡   | 東みよし町 | 加茂         | 東みよし町北村交差点 / 起点 |
| 徳島県道264号出口太刀野線 | 三好郡   | 東みよし町 | 加茂         |                             |
| 国道439号 国道492号 重複  | 三好市   | 三好市     | 東祖谷落合   | 終点                        |

### 交差する鉄道
- 徳島線

### 沿線
- JR四国徳島線 阿波加茂駅

### 峠
- 桟敷峠（三好郡東みよし町 - 三好市）
- 落合峠（三好市）

## ギャラリー

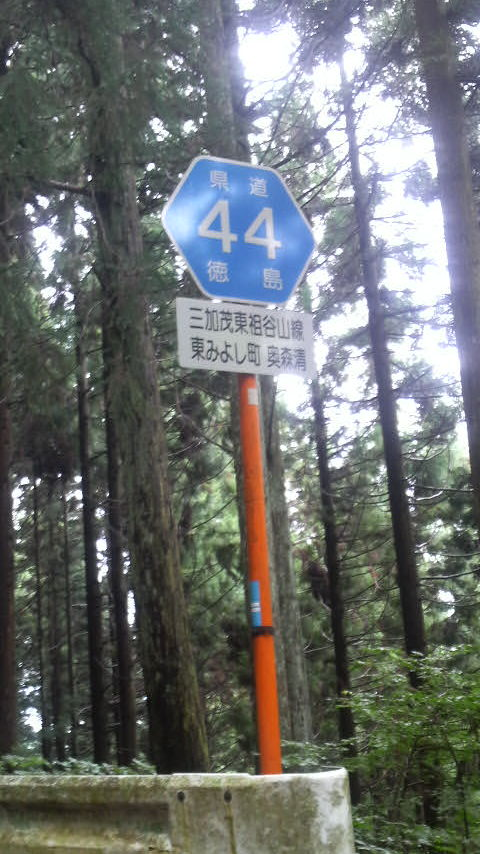
県道標識（三好郡東みよし町奥森清）